# San Maurizio
San Maurizio (in latino Mauritius; in altre lingue Moritz, Morris, Maurice, Mauricio; Tebe, III secolo – Agaunum, 287 circa) è stato un generale romano, capo della leggendaria Legione tebana e venerato come santo dalla Chiesa cattolica. Non esistono prove dell'esistenza storica né di Maurizio né della sua legione.

## Agiografia

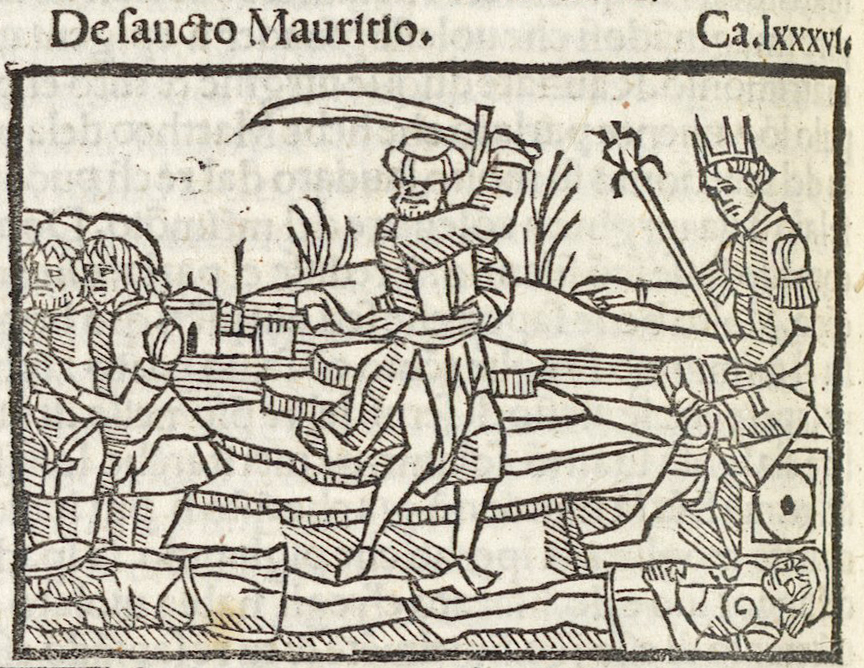
Il martirio di san Maurizio nella Legenda Aurea (1497)

Secondo le agiografie, sarebbe stato un dux dell'Impero romano, a capo della leggendaria Legione tebana egizio-romana, che avrebbe operato nella Mesopotamia nel corso del III secolo e successivamente, nel 300, trasferita nell'Europa centrale romana, a Colonia e a nord delle Alpi. In seguito al rifiuto di intraprendere azioni punitive contro i cristiani sarebbe stato martirizzato durante la decima persecuzione di Diocleziano.
Secondo i documenti agiografici la legione, interamente composta da cristiani, che in origine prestava servizio ai confini orientali dell'impero, venne schierata in Gallia dall'imperatore Diocleziano. Il compito della legione era di assistere militarmente Massimiano nella difesa contro i Quadi e Marcomanni, barbari che dal fiume Reno tracimavano nella Gallia, e di sottomettere le popolazioni ribelli locali (che in parte si sentivano abbandonate dall'Impero romano).
I soldati eseguirono brillantemente la loro missione, tuttavia, quando Massimiano ordinò di perseguitare (e uccidere) alcune popolazioni locali del Vallese convertite al cristianesimo, molti tra i soldati tebani si rifiutarono. Massimiano ordinò una severa punizione per l'unità e, non bastando la sola flagellazione dei soldati ribelli, si decise di applicare la decimazione, una punizione militare che consiste nell'uccisione di un soldato su dieci, mediante decapitazione.
In seguito vennero ordinate altre azioni dello stesso tipo contro le popolazioni locali, cosa che portò la legione a rifiutare di nuovo il compito repressivo assegnato, anche in seguito all'incoraggiamento del generale Maurizio. Massimiano ordinò quindi una seconda decimazione che i soldati tebani accettarono rassegnati.

### Il massacro della legione tebana
I soldati però restarono fermi nel rifiutare di compiere qualsiasi tipo di violenza contro i loro confratelli cristiani, cosa che portò Massimiano a ordinare che tutti i restanti componenti della legione (composta abitualmente da 6 600 soldati) venissero massacrati sul posto. Il luogo dell'eccidio, allora noto come Agaunum in Raetia, è l'attuale Saint Maurice-en-Valais, in Svizzera, dove si trova un'abbazia dedicata a San Maurizio, l'Abbazia territoriale di San Maurizio d'Agauno. Tra gli scampati all'eccidio vi era Sant'Alessandro, che successivamente subì il martirio presso Bergamo.
Così recitano i più antichi resoconti del martirio, secondo la lettera pubblica di Eucherio, vescovo di Lione (circa 434-450), inviata al suo vescovo ausiliare Salvius. Versioni alternative della storia raccontano che la legione si rifiutò di eseguire gli ordini di Massimiano soltanto dopo aver scoperto che un villaggio che avevano appena distrutto era popolato da poveri e innocenti contadini cristiani, oppure che l'imperatore aveva ordinato la loro esecuzione quando si rifiutarono di offrire sacrifici agli dei pagani romani.
I dettagli di questa storia si basano su scarsi riferimenti storici: ad esempio, la decimazione non era più in uso da molti secoli per punire disciplinarmente una legione romana. Le precedenti applicazioni di questa punizione registrate dalla storia avvennero durante il regno di Galba, che ordinò la decimazione di una formazione di classiari che Nerone aveva trasformato in una legione, e che esigevano un'aquila e i relativi stendardi.
Alcuni storici suggeriscono che questa sia stata una "leggenda devozionale" creata da Teodoro, vescovo di Octodurum, in un tempo databile tra il 388 e il 394, dal momento che Eucherio, vescovo di Lione, lo cita come fonte della sua storia per incoraggiare i cristiani contemporanei che servivano nell'esercito romano a ignorare gli ordini dei loro comandanti pagani e ad aderire al cristianesimo. A ogni modo, anche se fosse stata una falsificazione posteriore fatta dallo stesso Eucherio, la sua diffusione ebbe un sicuro successo nell'attirare pellegrini all'abbazia di Agaunum, fondata nell'anno 515 da Sigismondo, il primo re cattolico dei Burgundi. L'abbazia era unica nel suo tempo quale progetto nato dalla collaborazione di un re in concordia con i suoi vescovi, piuttosto che uno sviluppo organico che avveniva attorno alla figura centrale di un monaco santo.

## Culto

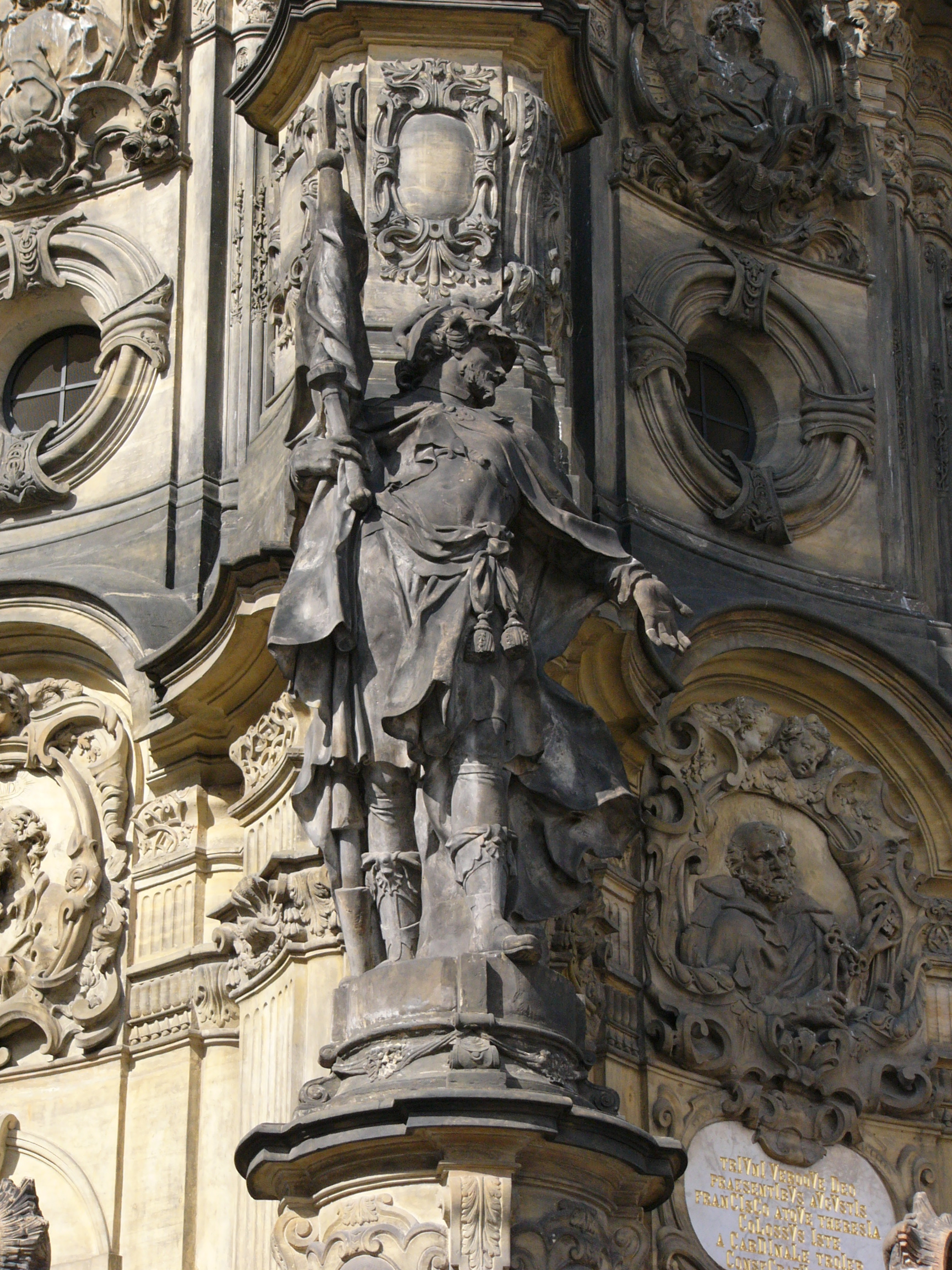
Scultura barocca del XVIII secolo di San Maurizio nella Colonna della Santissima Trinità di Olomouc, a quei tempi una città dell'Impero austriaco, oggi in Repubblica Ceca

La festività San Maurizio ricorre il 22 settembre; è considerato il patrono degli Alpini e, coi suoi compagni Santi Martiri, anche delle Guardie Svizzere.
È dedicata a San Maurizio (e solo in seguito anche a San Lazzaro) la chiesetta del Castello di Lierna. L'imperatrice del Sacro Romano Impero Adelaide di Borgogna dal 951 al 973, era solita risiedere nel Castello di Lierna e San Maurizio fu il patrono del Sacro Romano Impero a cui dedicò il culto della Chiesetta di Lierna, che la proteggeva durante le battaglie navali, per questo la sua abside è verso l'interno, le dimensioni piccole e non è visibile da lontano. Il 22 gennaio 1573, in questa Chiesa di Lierna, Emanuele Filiberto di Savoia fondò l'Ordine dinastico di Casa Savoia, chiamandolo per questo Ordine dei Santi Maurizio e Lazzaro. Il Borgo di Lierna mantenne nei secoli questa sua protezione e riservatezza come luogo di ritiro di reali e nobili. Molti ordini religiosi cavallereschi sono stati costituiti in onore di questo santo, incluso l'Ordine del Toson d'Oro del Sacro Romano Impero e l'Ordine di San Maurizio dei Savoia. Inoltre, cinquantadue toponimi francesi includono il suo nome.
San Maurizio dà il suo nome alla località turistica di montagna St. Moritz, in Svizzera, così come a numerosi luoghi chiamati Saint-Maurice nei paesi di lingua francese Oltre 650 istituti religiosi dedicati a San Maurizio sono presenti in Francia e in altri Paesi europei. Soltanto in Svizzera ci sono sette chiese o altari nel Canton Argovia, sei nel Cantone di Lucerna, quattro nel Canton Soletta, e una nel Cantone Appenzello Interno.. In particolare, tra esse sono degne di nota: la chiesa e l'abbazia di San Maurizio d'Agauno, la chiesa di St. Moritz nell'Engadina e la cappella dell'Abbazia di Einsiedeln. In Italia si possono citare la Basilica di San Maurizio che domina Pinerolo e la chiesa di San Maurizio al Monastero Maggiore a Milano.
È inoltre patrono di alcune chiese nella Val di Non come quella di Tregiovo (Revò).
Maurizio è anche il santo patrono di una chiesa e parrocchia cattolica di New Orleans (Stati Uniti). La chiesa fu costruita nel 1856, era quindi una delle più antiche chiese della zona. La struttura fu danneggiata dall'uragano Katrina il 29 agosto del 2005: il campanile si staccò facendo entrare un metro e mezzo d'acqua nella chiesa e la statua di san Maurizio fu trafugata da sciacalli dopo il passaggio dell'uragano.
Maurizio viene raffigurato tradizionalmente nella sua armatura e in Italia si aggiunge una croce rossa sul suo scudo o armatura. Nella cultura popolare è stato messo in rapporto con la leggenda della Lancia del Destino, che avrebbe portato in battaglia; il suo nome è inciso sulla lancia sacra di Vienna, una delle reliquie che si sostiene sia quella che ferì il costato di Gesù sulla croce.

### Patrono del Sacro Romano Impero
San Maurizio divenne il patrono del Sacro Romano Impero. Nel 926 Enrico I (919-936), arrivò a cedere l'intero cantone svizzero dell'Argovia all'abbazia, in cambio della lancia sacra del santo. La spada di San Maurizio faceva parte del corredo del trono imperiale, utilizzato durante l'incoronazione degli imperatori austro-ungarici fino al 1916. Inoltre alcuni imperatori furono incoronati davanti all'altare di san Maurizio nella basilica di San Pietro. Nel 929 Enrico I di Sassonia organizzò un incontro della corte reale (Reichsversammlung) nella località di Magdeburgo. Ottone I fondò nella suddetta città l'abbazia di San Maurizio in onore del santo nel 937. Nel 961 Ottone I intraprese grandi lavori di costruzione e arricchimento della cattedrale di Magdeburgo, che voleva far diventare il luogo della sua futura sepoltura. A questo fine:
« [...] nell'anno 961 dell'Incarnazione e venticinquesimo del suo regno, alla presenza di tutta la nobiltà, durante la vigilia di Natale, il corpo di San Maurizio venne condotto a lui [Ottone I] da Ratisbona, assieme ai corpi di alcuni dei compagni del santo ed a reliquie di altri santi. Al loro arrivo a Magdeburgo, le reliquie vennero accolte con il grande omaggio fornito dall'intera popolazione della città e dei paesani del circondario. Queste spoglie sono ancora venerate nel luogo, per la salvezza della patria.»

### Patronati
San Maurizio è santo patrono di diverse località in Italia e all'estero; in particolare è patrono dei seguenti comuni italiani:
- Acuto (FR)
- Borgofranco d'Ivrea (TO)
- Brusson (AO)
- Calasetta (Provincia del Sud Sardegna)
- Cassano Magnago (VA)
- Castelnuovo di Ceva (CN)
- Coccaglio (BS)
- Colzate (BG)
- Campodenno (TN)
- Desana (VC)
- Fénis (AO)

- Gignese (VB)
- Incudine (BS)
- Losine (BS)
- Maglione (TO)
- Meledo di Sarego (VI)
- Montalbano Jonico (MT)
- Montemurro (PZ) compatrono
- Neirone (GE)
- Pianello Val Tidone (PC) compatrono
- Recovato (Castelfranco Emilia) (MO)
- Ponte in Valtellina (SO)
- Porto Maurizio (oggi Imperia)
- Redondesco (MN)
- Riva Ligure (IM)

- Roasio (VC)
- Roccaforte Mondovì (CN) compatrono
- San Maurizio al Lambro (MI)
- San Maurizio Canavese (TO)
- San Maurizio d'Opaglio (NO)
- Sarre (AO)
- Schiavi di Abruzzo (CH)
- Segno (Vado Ligure) (SV)
- Solbiate Arno (VA)
- Terzo (AL)
- Vedano Olona (VA)
- Villar Pellice (TO)
- Vocca (VC)

## Etnia di san Maurizio

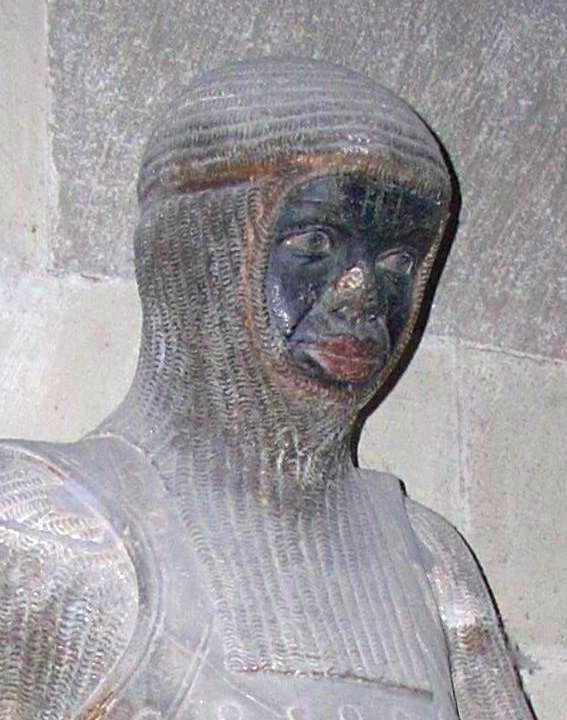
San Maurizio vestito da soldato africano,
Duomo di Magdeburgo, 1250 circa

A volte san Maurizio è rappresentato come un subsahariano, il che rispecchia il significato del suo nome. Però Jean Devisse dimostra che solo a partire dal 1240 san Maurizio viene rappresentato in questo modo. Prima di allora era stato rappresentato con la pelle chiara e marcati tratti caucasici. A causa di questa discrepanza, Maurizio viene rappresentato con caratteristiche di diversi gruppi etnici, a seconda del tempo in cui l'immagine fu prodotta. Le immagini di san Maurizio nella cattedrale di Magdeburgo lo rappresentano con la pelle scura e con tratti prettamente sub sahariani o mulatti.
Esistono delle prove che indicano che Maurizio fosse egiziano. Il nome copto Maurikios compare nei papiri ed è identico al nome romano Mauritius. Altri hanno suggerito che il nome possa derivare dal nome del lago Moeris. Infatti, il nome si trova negli epitaffi dell'Egitto tolemaico e successivamente in epoca cristiana ed è tuttora usato dai copti egiziani. Potrebbe tuttavia essere stato un nubiano, o di discendenza mista egiziana e nubiana, ma vi sono parecchi dubbi al riguardo.

Stemma Attribuito a San Maurizio, riportato come indicato in un manoscritto inglese di età Tudor